# 葛城市
葛城市（日语：／ Katsuragi shi）是位於日本奈良縣西部的城市，西側與大阪府接壤。轄區位於葛城山至二上山之間山脈的東麓，越過山即為大阪府。東北側與大和高田市接鄰，因此兩地的經濟聯繫關係較強。
葛城市因位於奈良盆地內，冬天結霜時氣溫寒冷、夏天湿度高，全年少雨。市内過去曾有應對缺水的池塘，現因從吉野川引水已能滿足供給而不再使用。
當地基本為農村地區，為二輪菊的主要產地；過去曾經以農家的家庭代工而大量生產メリヤス布和襪，但現已衰退。目前由於鄰近大阪府和大和高田市，也逐漸發展為這兩地的通勤城鎮。

## 人口
| 葛城市人口分布圖 |                                               |  |
| 葛城市與日本全國年齡別人口分布比較圖 （2005年資料） | 葛城市的年齡、男女別人口分布圖 （2005年資料） |  |
| ■紫色是葛城市 ■綠色是全国 | ■藍色是男性 ■紅色是女性                       |  |
| 葛城市人口變化 \| 1970年 \| 21,431人 \| \| \| 1975年 \| 25,689人 \| \| \| 1980年 \| 29,546人 \| \| \| 1985年 \| 32,462人 \| \| \| 1990年 \| 33,939人 \| \| \| 1995年 \| 34,436人 \| \| \| 2000年 \| 34,950人 \| \| \| 2005年 \| 34,985人 \| \| \| 2010年 \| 35,859人 \| \| \| 2015年 \| 36,635人 \| \| \| 2020年 \| 36,832人 \| \| |                                               |  |
| 資料來源：日本總務省統計中心提供之人口普查數據 |                                               |  |
| 1970年 | 21,431人                                      |  |
| 1975年 | 25,689人                                      |  |
| 1980年 | 29,546人                                      |  |
| 1985年 | 32,462人                                      |  |
| 1990年 | 33,939人                                      |  |
| 1995年 | 34,436人                                      |  |
| 2000年 | 34,950人                                      |  |
| 2005年 | 34,985人                                      |  |
| 2010年 | 35,859人                                      |  |
| 2015年 | 36,635人                                      |  |
| 2020年 | 36,832人                                      |  |

## 市名由來及用字
城市名稱「葛城」源自於過去的舊地名葛城，「葛城」也是周邊區域的廣域地名，位於現在轄內南部的忍海地區被認為可能是過去「葛城」的中心區域。
日本在2000年發布的《表外漢字字體表》中，取下部從「匃」的作為「葛」的標準字體。位於東京都的和奈良縣的所使用的都是採用此標準字體。
但葛城市官方所使用的則是採用擴張新字體，與簡化作類似，的下部簡作「匂」。這是由於2003年新町和當麻町在規劃合併工作時，因為當時電腦作業系統以Windows XP及更早的Windows版本為主，在當時作業系統中下面顯示作「匂」，在進行合併規劃時考慮到未來電腦作業的方便，決定採用當時電腦中普遍使用的作為正式名稱的字體。
但沒想到日本經濟產業省接著在2004年就公布了新的JIS X 0213:2004標準，將電腦使用的字形更改為標準字體，因此在電腦中，修正後的「葛」的下部作「匃」，在這之後的作業系統Windows Vista及之後的版本都採用了新的標準，也造成今天用字不同的差異。雖然有字體的差異，但葛城市政府已表示不會因字體原因而拒絕行政手續的辦理。

## 歷史
現在的葛城市轄區過去在令制國時代屬於大和國，大部分區域都屬於葛下郡，僅最南部的區域屬於忍海郡，南部區域在11世紀後曾經由布施氏所支配直到16世紀豐臣秀吉時代。
江戶時代後，北部區域大多為郡山藩領地，南部則多屬大和新庄藩（後來更名為櫛羅藩），此外也有少部分區域屬於壬生藩和旗本領。19世紀末明治維新後，這些區域曾先後隸屬奈良縣、郡山縣、壬生縣、櫛羅縣、堺縣、大阪府，最後在1887年奈良縣重新恢復設立後，才再次隸屬於奈良縣。
1889年日本實施町村制，現在的葛城市轄區在當時分屬：新庄村、忍海村、磐城村、當麻村共四個行政區劃。新庄村先在1923年升格為新庄町，而後在1956年將忍海村併入；同樣在1956年，磐城村和當麻村整併為當麻村，之後再1966年於升格為當麻町。
2004年新庄町和當麻町合併為葛城市。

### 變遷表
| 1889年4月1日 | 1889年 - 1912年 | 1912年 - 1944年            | 1945年 - 1954年            | 1955年 - 1989年            | 1955年 - 1989年           | 1989年 - 現在              | 現在                       |
| ------------ | --------------- | -------------------------- | -------------------------- | -------------------------- | ------------------------- | -------------------------- | -------------------------- |
| 新庄村       | 新庄村          | 1923年8月31日 改制為新庄町 | 1923年8月31日 改制為新庄町 | 1923年8月31日 改制為新庄町 | 新庄町                    | 2004年10月1日 合併為葛城市 | 2004年10月1日 合併為葛城市 |
| 忍海村       | 忍海村          | 忍海村                     | 忍海村                     | 1956年5月3日 併入新庄町    | 新庄町                    | 2004年10月1日 合併為葛城市 | 2004年10月1日 合併為葛城市 |
| 磐城村       | 磐城村          | 磐城村                     | 磐城村                     | 1956年4月1日 合併為當麻村  | 1966年4月1日 改制為當麻町 | 2004年10月1日 合併為葛城市 | 2004年10月1日 合併為葛城市 |
| 當麻村       |                 |                            |                            | 1956年4月1日 合併為當麻村  | 1966年4月1日 改制為當麻町 | 2004年10月1日 合併為葛城市 | 2004年10月1日 合併為葛城市 |

## 行政
目前為止葛城市政府並未設置主要的市政府辦公場所，而是同時存在新庄廳舍和當麻廳舍兩個辦公場所，主要是因為在合併之時，市政府是直接延續使用合併前的舊新庄町公所廳舍和舊當麻町公所廳舍。

## 交通
近畿日本鐵道南大阪線以南北縱貫轄區東部，並在尺土車站向南延伸御所線進入御所市。同時西日本旅客鐵道和歌山線也以南北向穿過轄區東部區域，兩條鐵路路線在市區附近分別設有近鐵新庄車站和大和新庄車站，但由於南大阪線可用於往返大阪市區的通勤，運量遠高於和歌山線，因此近鐵新庄車站才是轄內的主要車站。
除鐵路外，也有快速道路南阪奈道路可往西穿過山區，直接駛至堺市。

### 鐵道路線
- 西日本旅客鐵道（JR西日本）
  - 和歌山線：（←大和高田市） - 大和新庄站 - （御所市 →）
- 近畿日本鐵道（近鐵）
  - 南大阪線：（←香芝市） - 二上神社口站 - 當麻寺站 - 磐城站 - 尺土站 - （大和高田市→）
  - 御所線：尺土站 - 近鐵新庄站 - 忍海站 - （御所市）

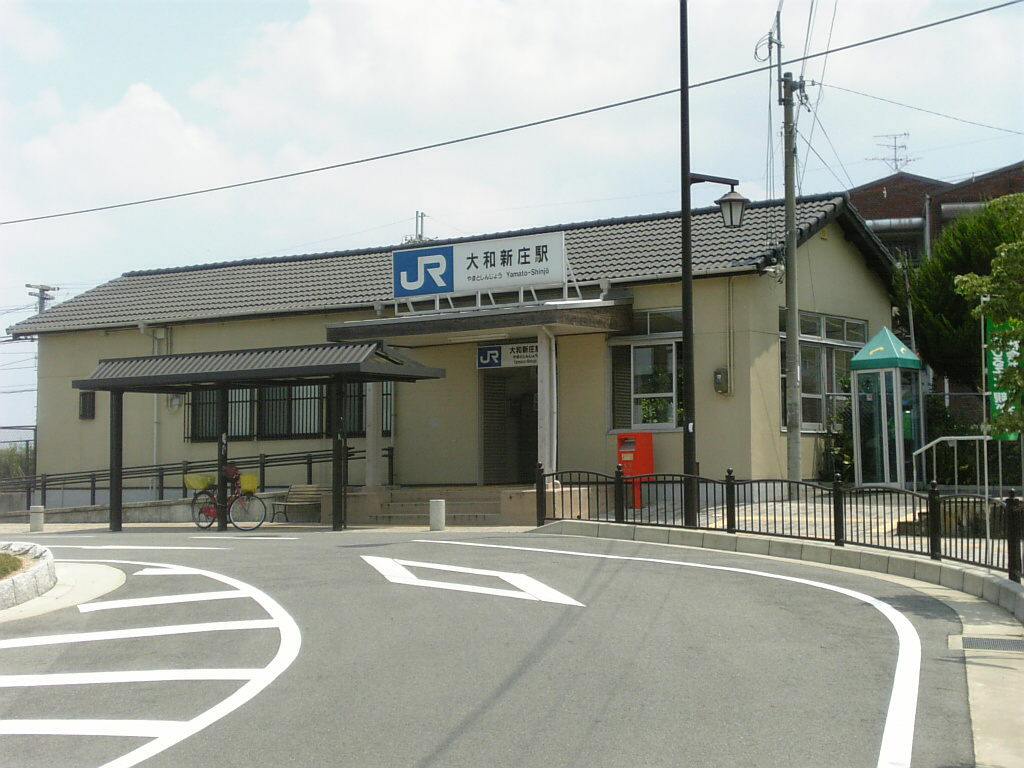
大和新庄車站
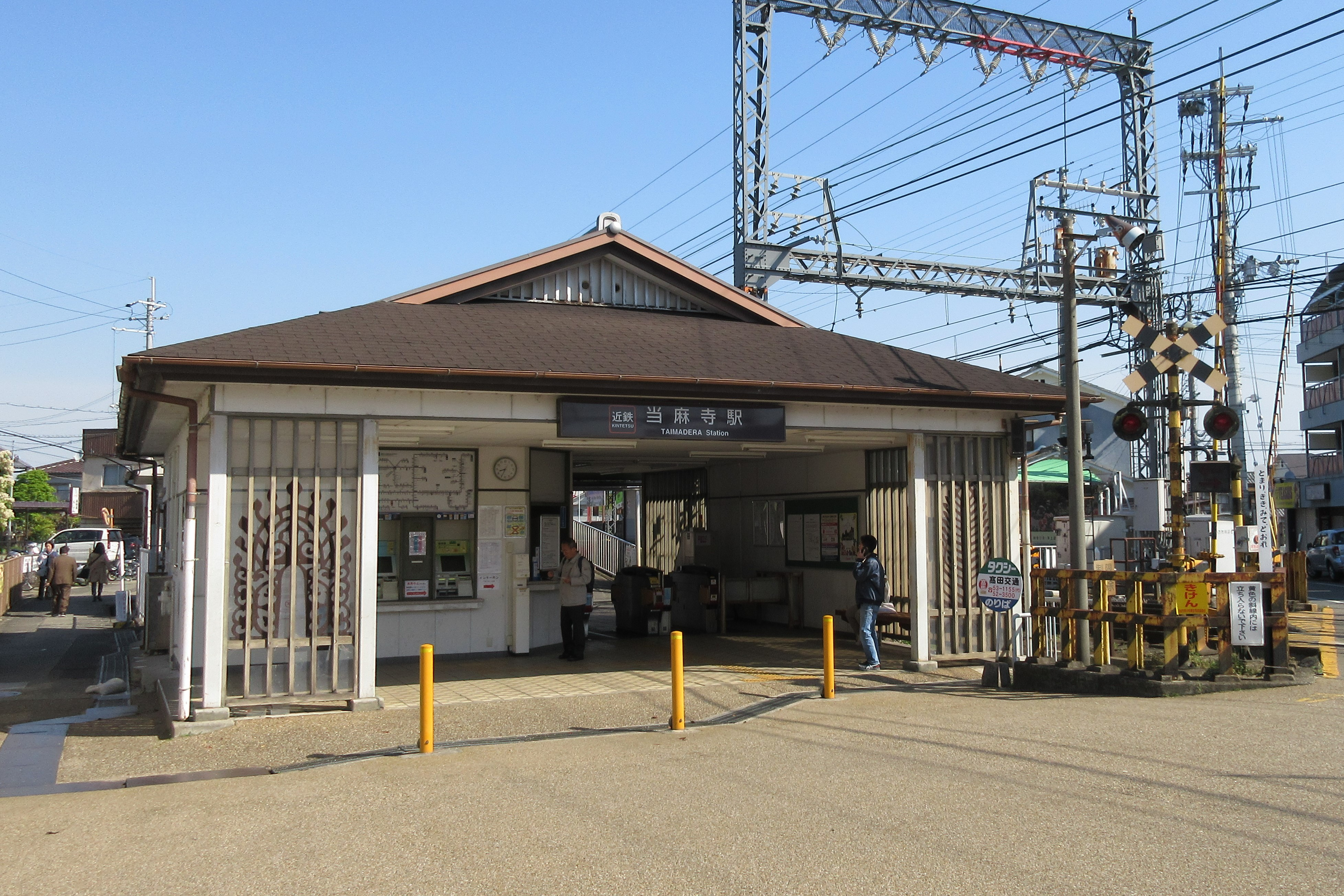
當麻寺車站
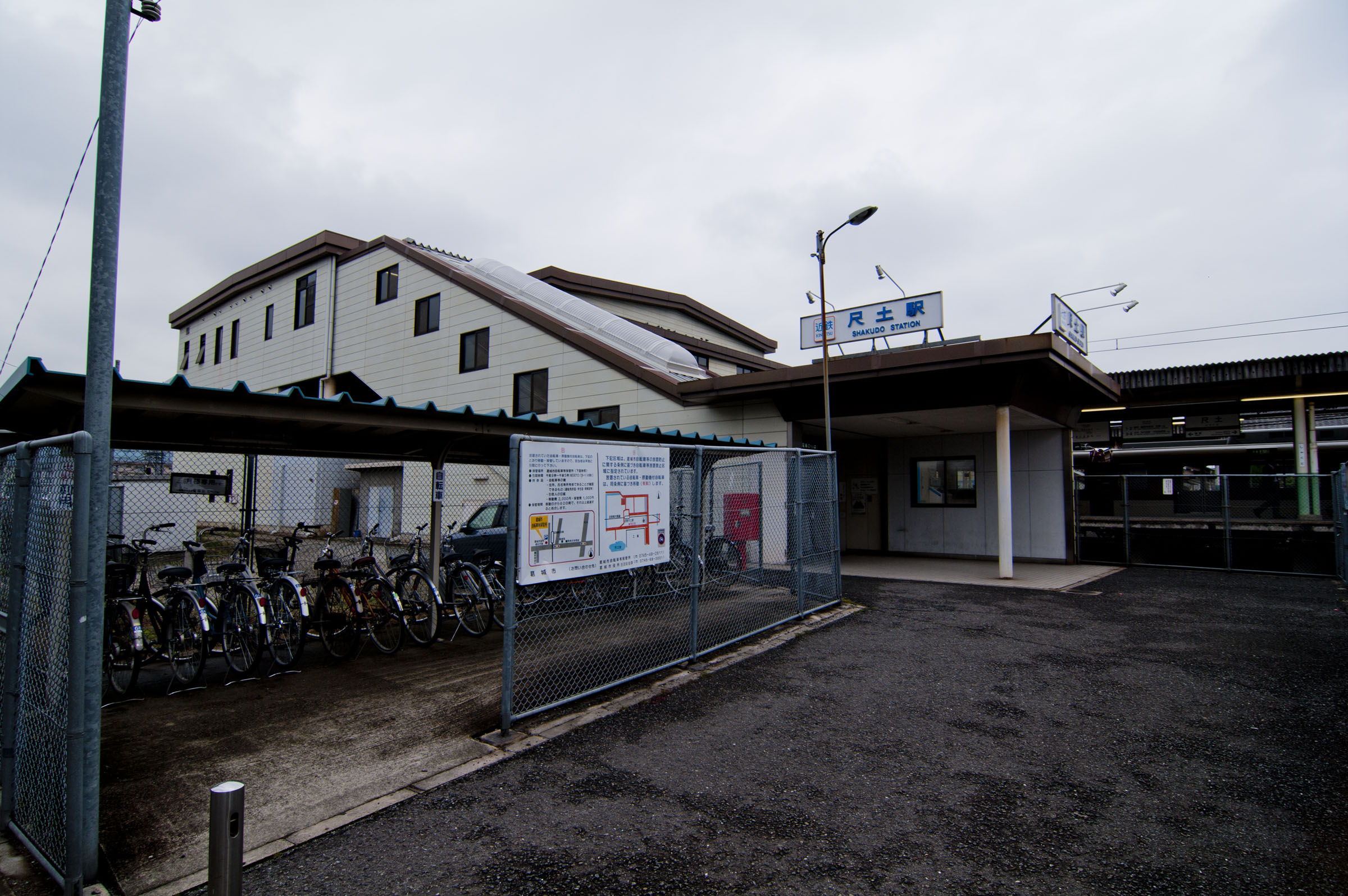
尺土車站
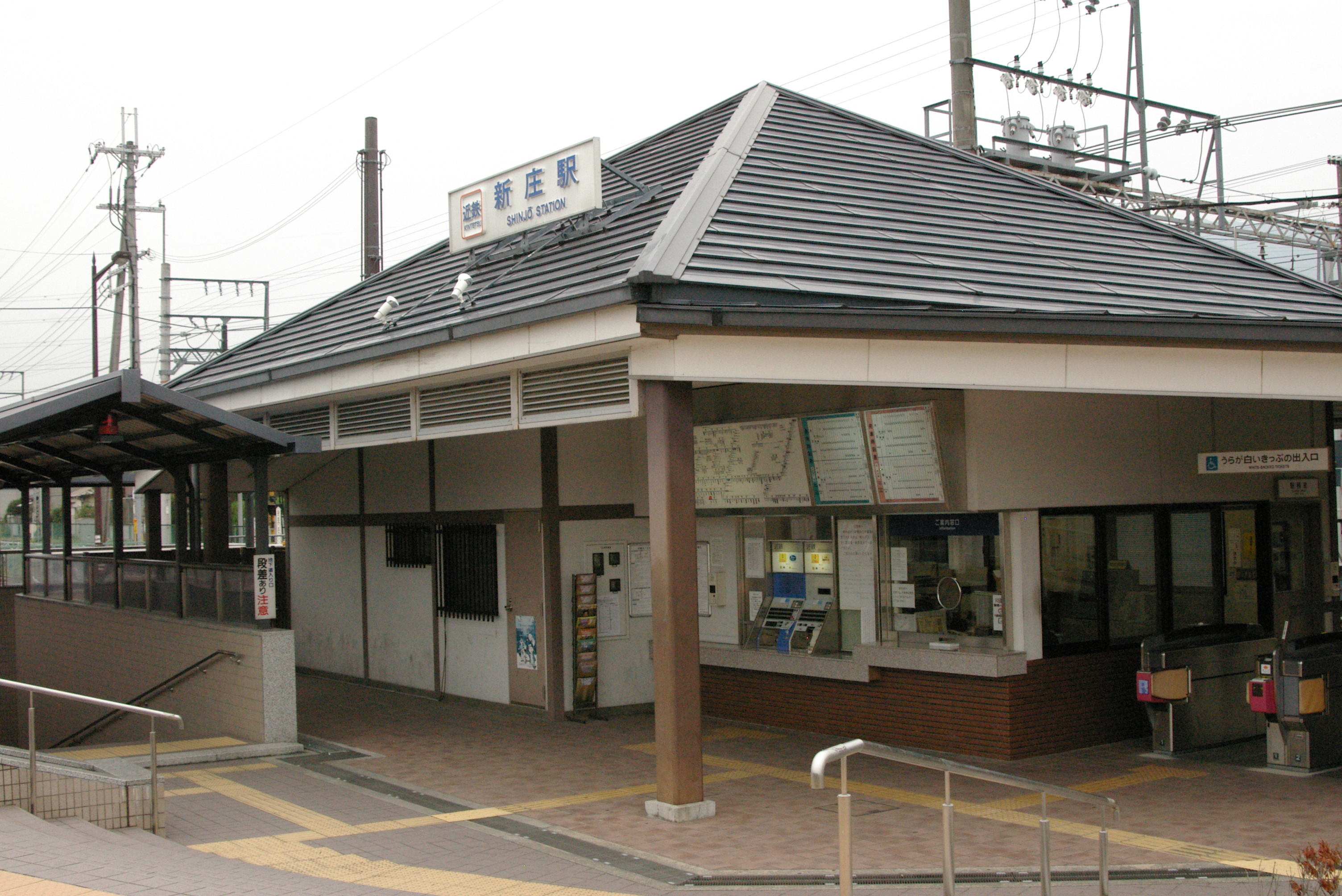
近鐵新庄車站
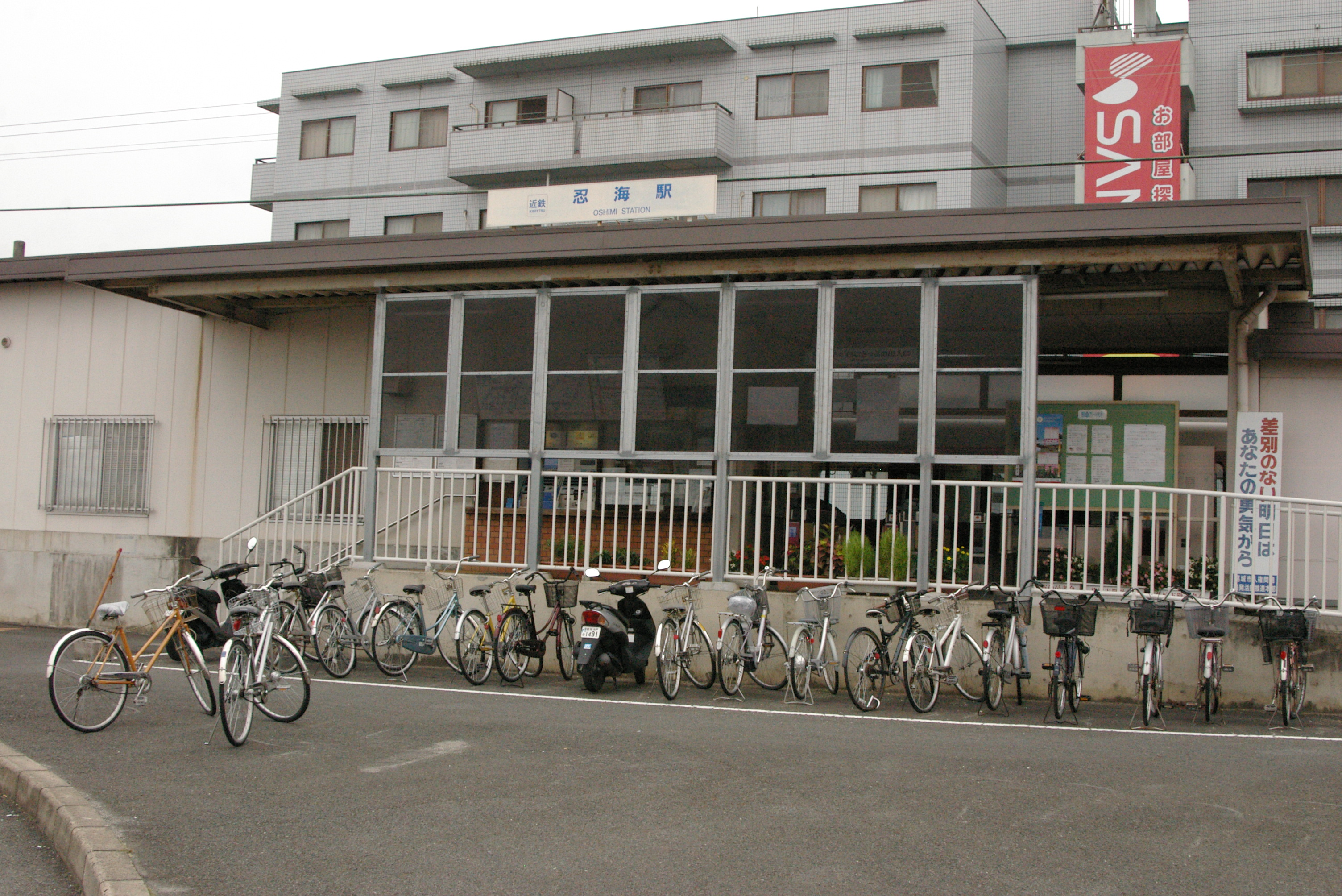
忍海車站

### 道路
快速道路
- 南阪奈道路：（太子町）- 葛城交流道（日语：葛城インターチェンジ）

## 觀光資源

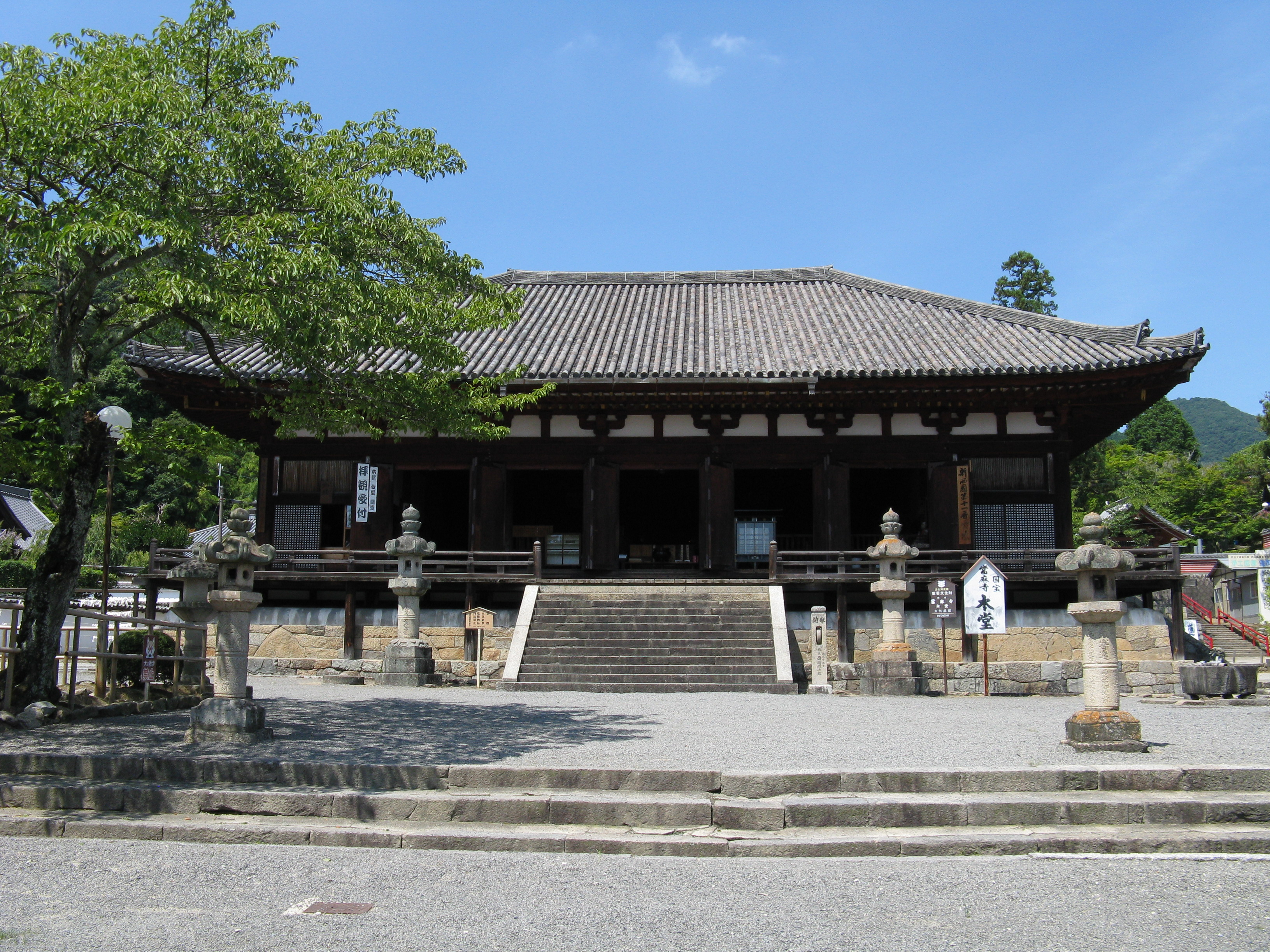
當麻寺本堂

位於轄內北部的當麻寺以西元8世紀的中將姫傳說和當麻曼荼羅廣為人知，現今常成為各種戲曲的題材。
位於市中心的葛城市歴史博物館則以葛城市的歴史為主題，主要展出包括當地古代豪族葛城氏、葛城山周邊的山岳寺院、自大阪通往此地的竹內街道的相關資料。

## 外部連結
- （日語） 奈良縣葛城市的X（前Twitter）